# Atarba (Ischnothrix) helenae
Atarba (Ischnothrix) helenae is een tweevleugelige uit de familie steltmuggen (Limoniidae). De soort komt voor in het Neotropisch gebied.